# 小行星8941
小行星8941（英語：8941 Junsaito）是一颗围绕太阳公转的小行星。1997年1月30日，小林隆男在大泉天文台发现了此天体。
这颗小行星的绝对星等为213.33279等。